# Adolphe Porquier
Adolphe Porquier, né le 9 avril 1849 à Quimper (Finistère, France) et mort le 27 juillet 1903 dans la même ville, est un homme politique français. 

## Biographie
Adolphe Marie Porquier est le fils de Clet Adolphe Porquier, manufacturier en faïences de Quimper, et d'Augustine Marianne Caroff.
Négociant à Quimper, il est un des fondateurs du parti républicain dans cette ville. Il fut adjoint puis maire de Quimper, et sénateur républicain du Finistère de 1901 à 1903, élu face à Danguy des Déserts.

### Sources
- « Adolphe Porquier », dans le Dictionnaire des parlementaires français (1889-1940), sous la direction de Jean Jolly, PUF, 1960 [détail de l’édition]